# Golden Bridge
Le Golden Bridge est un ferry appartenant à l'armateur grec Arkoumanis. Construit par les chantiers Kanda Zōzensho de Kawajiri (ville aujourd'hui rattachée à Kure) de 1989 à 1990 pour la compagnie japonaise Kinkai Yusen Kaisha (KYK), il était initialement nommé Sabrina (サブリナ, Saburina). Mis en service en mai 1990, il navigue sur les liaisons reliant îles d'Honshū et d'Hokkaidō par la côte Pacifique avant que l'itinéraire ne soit fermé en novembre 1999 en raison d'une importante baisse du nombre de passagers. Racheté par la compagnie chinoise Weidong Ferry, il est employé entre la Chine et la Corée du Sud sous le nom de New Golden Bridge II jusqu'en 2018, date à laquelle il est cédé à l'armateur Arkoumanis. Rebaptisé Golden Bridge, il navigue désormais en Méditerranée, essentiellement sous affrètement par d'autres compagnies telles que la compagnie allemande FRS Iberia qui l'a exploité de 2019 à 2020 entre Motril et Melilla et la compagnie italienne Grandi Navi Veloci (GNV) qui l'emploie selon la période sur ses liaisons depuis l'Espagne vers les îles Baléares ou le Maroc.

## Histoire

### Origines et construction
En 1988, la compagnie Kinkai Yusen Kaisha (KYK), filiale de l'armateur Nippon Yusen Kaisha (NYK), décide de la construction de deux nouveaux navires destinés à remplacer les ferries Marimo et Saroma sur la liaison reliant Tokyo à Kushiro sur l'île d'Hokkaidō. Profitant de la croissance engendrée par le phénomène de la bulle spéculative japonaise, Kinkai Yusen Kaisha entend bien renouveler son outil naval vieillissant. Enfin, la mise en service récente de nouvelles unités plus rapides et plus imposantes par les principales compagnies concurrentes sur la desserte d'Hokkaidō que sont Higashi Nihon Ferry et Taiheiyō Ferry constitue une raison supplémentaire de disposer de nouveaux navires.
Les deux futures unités sont alors conçues selon les derniers standards se caractérisant notamment par un vaste garage adapté au transport des remorques. Avec 185 mètres de long pour 24 mètres de large, ils affichent des dimensions voisines à celles des derniers nés des flottes d'Higashi Nihon Ferry et de Taiheiyō Ferry, de même que les aménagements intérieurs, largement inspirés de ces derniers avec la présence de nombreuses ouvertures panoramiques sur la mer. Les nouveaux navires de Kinkai Yusen Kaisha se singularisent cependant par des formes plus arrondies et une ligne plus élancée, leur conférant une apparence plus élégante. Par rapport au Marimo et au Saroma, la qualité des prestations est revue à la hausse avec la présence de confortables cabines privatives, dont quatre équipées de balcon.
Construit aux chantiers Kanda Zōzensho à Kawajiri, le premier navire est baptisé Sabrina en référence au personnage incarné par Audrey Hepburn issu du film éponyme sorti en 1954. La mise sur cale a lieu le 30 août 1989 et le navire est lancé le 13 décembre. Achevé au cours des mois suivants, il est livré à Kinkai Yusen Kaisha le 8 mai 1990.

### Service

#### Kinkai Yusen Kaisha (1990-1999)
Le Sabrina est mis en service le 17 mai 1990 entre Tokyo et Kushiro en remplacement du ferry Saroma. Avec sa vitesse de 24 nœuds, il permet la diminution du temps de trajet de trois heures, abaissant la durée totale d'une traversée à environ 31 heures. Assurant dans un premier temps les rotations en tandem avec le Marimo, il sera ensuite rejoint par son jumeau le Blue Zephyr au mois de novembre.
En 1993, à l'occasion d'une réunion de la convention de Ramsar se tenant dans la ville de Kushiro, la coque du Sabrina est exceptionnellement décorée par une peinture de 41 mètres de long sur 8 mètres de haut dessinée par l'artiste Akihiro Watabiki et représentant des oiseaux, des poissons, des plantes et des fronts de mer. Cette année là également, le 28 septembre, alors qu'il vient de s'amarrer au terminal de KYK à Tokyo aux alentours de 20h25, le navire opère brusquement un mouvement vers l'avant, entraînant l'effondrement de la passerelle d'embarquement tuant sur le coup un employé du port et en blessant deux autres grièvement. Le Sabrina subit quant à lui des dommages au niveau avant tribord. La cause de l'incident est alors attribuée à un dérèglement accidentel des transmetteurs d'instructions entre la passerelle de navigation et la salle des machines. 
En 1996, KYK fait le constat que les performances des navires s'avèrent de plus en plus décevantes au fil des années en raison d'une diminution croissante du nombre de passagers. C'est la raison pour laquelle la direction décide de proposer une escale au port Tokachi, situé dans la ville de Hiroo, dans l'optique de capter des flux de voyageurs supplémentaires. Ces escales, effectuées uniquement dans le sens Hokkaidō - Honshū, ont tout d'abord lieu à une fréquence d'un voyage sur trois avant d'être finalement systématiques à chaque traversée retour vers Tokyo. Cette tentative ne rencontrera cependant pas le succès escompté. Face à cette baisse du trafic, KYK décide en 1999 de mettre un terme à son activité de transport de passagers pour ne se consacrer dorénavant qu'au transport de fret. En conséquence, le Sabrina et le Blue Zephyr sont retirés du service au mois de novembre. Quelque temps plus tard, le Sabrina est vendu à la compagnie chinoise Weidong Ferry.

#### Weidong Ferry (1999-2018)
Pris en main par son nouveau propriétaire, le navire est rebaptisé New Golden Bridge II et est enregistré sous pavillon de complaisance panaméen. Après quelques transformations au cours desquelles les dispositifs de sécurité sont renforcés avec l'ajout d'embarcations de sauvetage, absentes jusqu'alors, le navire est affecté en janvier 2000 sur les liaisons reliant la Chine et la Corée du Sud. Le New Golden Bridge II assure ce service jusqu'en novembre 2018, date à laquelle Weidong Ferry lui substitue une construction neuve du nom de New Golden Bridge VII. Le navire est ainsi cédé le 9 novembre à l'armateur grec Arkoumanis.

#### A Ships (depuis 2018)
Renommé Golden Bridge et enregistré sous pavillon chypriote, le navire rejoint la Grèce et arrive à Perama à la fin du mois de novembre. Tout au long de l'hiver, ses aménagements intérieurs sont modernisés. À l'issue des travaux, le car-ferry est affrété à partir de mars 2019 par la société allemande FRS Iberia et employé sur des rotations entre l'Espagne continentale et la ville autonome de Melilla. Lorsque l'affrètement prend fin en janvier 2020, le Golden Bridge retourne en Grèce et est désarmé pour la basse saison à Katakolon. Il intègre par la suite la flotte de son propriétaire A Ships qui le fait naviguer sous ses propres couleurs dans l'Adriatique sur les lignes entre la Grèce et l'Italie à partir du mois de juillet. 
En janvier 2022, le navire est une nouvelle fois affrété, cette fois-ci par la compagnie italienne Grandi Navi Veloci (GNV). Après avoir été repeint aux couleurs de son futur exploitant avec l'ajout du logo de celui-ci en lettres géantes sur ses flancs, il est introduit le 31 janvier sur les liaisons intérieures espagnoles entre le continent et les îles Baléares. Pour la saison estivale 2023, il est employé sur les lignes à destination du Maroc entre Almería et Nador avant de retourner desservir les Baléares à partir de l'automne. 

## Aménagements
Le Golden Bridge possède 9 ponts. Si le navire s'étend en réalité sur 11 ponts, deux d'entre sont inexistants au niveau des garages afin de lui permettre de transporter du fret. Lorsqu'il naviguait au Japon, les ponts étaient dénommés par ordre alphabétique du plus haut jusqu'au plus bas; Depuis les travaux de 2018-2019, les ponts sont désormais numérotés de 1 à 11, prenant en compte les ponts 4 et 6, inexistants. Les locaux passagers occupent les ponts 7 et 8 ainsi qu'une partie du pont 9 qui abrite également les locaux de l'équipage. Les ponts 3 et 5 sont pour leur part consacrés aux garages.

### Locaux communs
À l'époque japonaise, le Sabrina était équipé d'une salle de spectacle, d'un restaurant de 160 places, d'un salon, d'une salle de sport, d'une promenade intérieure, de deux salons avant, de bains publics, et d'une galerie marchande. Sous les couleurs de Weidong Ferry, les installations ont pour la plupart été conservées et d'autres ont vu leur utilisation changer telles que le salon arrière converti en karaoke ou encore les bains publics utilisés comme sauna.

### Cabines
Sous pavillon japonais, le Sabrina proposait en 1re classe huit suites Royal dont quatre équipées de balcon, de six cabines Family à quatre places de style japonais, seize cabines Twin d'une capacité de deux personnes et huit cabines individuelles Single. La 2de classe proposait quant à elle douze cabines à quatre de style occidental et douze à cinq de style japonais, un dortoir de 48 places et trois de 64 places équipé de couchettes et quatre dortoirs de 24 places et trois de 36 places équipés de futons.
Depuis sa vente en Europe, les dortoirs de 2de classe ont été remplacés par 130 cabines privatives à quatre couchettes équipées de sanitaires. Les anciennes suites de 1re classe ont pour leur part été conservées.

## Caractéristiques
Le Golden Bridge mesure 186,50 mètres de long pour 24,80 mètres de large, son tonnage était de 12 521 UMS (le tonnage des car-ferries japonais étant défini différemment, il est en réalité plus élevé) avant d'être finalement porté à 26 463 UMS à la suite de la refonte de 2019. Il pouvait dans sa configuration originale embarquer 694 passagers ainsi que 140 véhicules et 170 unités de fret au sein d'un spacieux garage accessible par deux portes rampes, une axiale située à l'arrière et une latérale située à la proue du côté tribord. Une porte rampe latérale se trouvait initialement au niveau arrière tribord mais a depuis été supprimée. Après son acquisition par A Ships, sa capacité est portée à 1 500 passagers et 500 véhicules. La propulsion du Golden Bridge est assurée par deux moteurs diesels Diesel United-Pielstick 9PC40L développant une puissance de 17 530 kW entrainant deux hélices faisant filer le bâtiment à une vitesse de 23,5 nœuds. Il est en outre doté d'un propulseurs d'étrave ainsi que d'un stabilisateur anti-roulis. Les dispositifs de sécurité étaient à l'origine essentiellement composés de radeaux de sauvetage mais aussi d'une embarcation semi-rigide de secours. À la suite de son rachat par la société chinoise Weidong Ferry, quatre embarcations de sauvetage de taille moyenne sont intégrées aux dispositifs de sécurité. Deux supplémentaires de plus grande taille seront installées en 2019.

## Ligne desservie
Pour le compte de Kinkai Yusen Kaisha de 1990 à 1999, le Sabrina effectuait toute l'année la liaison entre les îles d'Honshū et d'Hokkaidō sur la ligne Tokyo - Kushiro. À partir de 1996, une escale à Hiroo est effectuée sur quelques voyages retours vers Tokyo puis systématiquement à partir de 1997.
De 2000 à 2018, le navire était affecté entre la Chine et la Corée du Sud sur la ligne Weihai - Incheon.
Depuis son arrivée en Méditerranée, le Golden Bridge a tout d'abord navigué sous affrètement par FRS Iberia entre Motril et Melilla de 2019 à 2020, puis entre la Grèce et l'Italie sur la ligne Patras - Igoumenitsa - Brindisi sous les couleurs de A Ships de 2020 à 2021. Depuis février 2022, il est employé par GNV sur les lignes reliant l'Espagne continentale aux Baléares et dessert Palma de Majorque, Ibiza et Port Mahon depuis Barcelone et Valence. Durant les étés 2023 et 2025, il navigue entre l'Espagne et le Maroc sur la ligne Almería - Nador.